# Cav1.2
قناة الكالسيوم المعتمدة على الفولطية، النوع L الوحدة الفرعية ألفا 1C (المعروفة كذلك بـCav1.2) هي بروتين يُرمّز لدى البشر بواسطة الجين CACNA1C. ‏ Cav1.2 هي وحدة فرعية من قناة الكالسيوم المعتمدة على الفولطية من النوع L [الإنجليزية].

## البنية والوظيفة
يُرمِّز هذا الجين الوحدة الفرعية ألفا-1 الخاصة بقناة الكالسيوم المعتمدة على الفولطية. تتواسط قنوات الكالسيوم تدفق أيونات الكالسيوم (Ca2+) إلى داخل الخلية عقب استقطاب الغشاء (طالع جهد الغشاء والكالسيوم في علم الأحياء).
تتكون الوحدة الفرعية ألفا-1 من 24 قطعة عابرة للغشاء تشكل معا مساما تعبر من خلاله الأيونات إلى الخلية. تتكون قنوات الكالسيوم من معقد من الوحدات الفرعية ألفا-1، ألفا-2/دلتا، وبيتا بمعدل 1:1:1. يحدد الرابطان S3-S4 النمط الظاهري للتبويب ويُعدلان حركيات القناة. يُعبر عن Cav1.2 على نحو واسع في العضلات الملساء، البنكرياس، والعصبونات. ومعروف كذلك أنه يُعبر عنها في القلب -وهي مهمة هناك- حيث تتواسط التيارات من النوع L، التي تسبب تحرير الكالسيوم الذي يُحدثه الكالسيوم من مخزونات الشبكة الإندوبلازمية عبر مستقبلات الريانودين. يزول استقطابها عند -30 ميلي فولت وتساعد في تحديد شكل جهد الفعل في عضلات القلب والعضلات الملساء. يرتبط البروتين المرمّز بواسطة هذا الجين بثنائي هيدرو البيريدين ويثبطه. في شرايين الدماغ، ترفع المستويات العالية من الكالسيوم في المتقدرات نشاط العامل النووي كابا ب (NF-κB) ويزداد التعبير عن Cav1.2 الوظيفية. تنظم Cav1.2 كذلك مستويات أوستيوبروتيجيرين [الإنجليزية].
تُثبط Cav1.2 بواسطة وظيفة STIM1.